# 小林祐二
小林 祐二（こばやし ゆうじ、1916年11月10日 - 2002年2月28日）は、日本の経営者。蝶理社長を務めた。

## 来歴・人物
岡山県出身。1941年に東京帝国大学農学部農芸化学科を卒業し、同年に旭化成に入社。1963年5月に取締役に就任し、1972年10月に常務、1974年11月に専務を経て、1975年5月から1978年3月までに副社長を務め、1978年6月には蝶理社長に就任。1985年6月に会長に就任し、1987年6月から常任相談役を務めた。
1983年11月に藍綬褒章を受章し、1988年11月に勲三等旭日中綬章を受章。
2002年2月28日肺炎のために死去。85歳没。